# Kerecsend
Kerecsend är en ort i Ungern.   Den ligger i provinsen Heves, i den centrala delen av landet, 100 km öster om huvudstaden Budapest. Kerecsend ligger 142 meter över havet och antalet invånare är 2 217.
Terrängen runt Kerecsend är platt, och sluttar söderut. Runt Kerecsend är det ganska tätbefolkat, med 124 invånare per kvadratkilometer. Närmaste större samhälle är Eger, 11,5 km norr om Kerecsend. Trakten runt Kerecsend består till största delen av jordbruksmark.